# Патрик Ірландський
Па́трик або Па́трик Ірландський (лат. Patricius; ірл. Pádraig; валл. Padrig ; 387 — 17 березня 493 (460, 461)), відомий також як Святий Патрик — ранньосередньовічний ірландський християнський місіонер, єпископ, апостол Ірландії. Патрика ніколи не було офіційно канонізовано, оскільки він жив ще до появи відповідних церковних правил та законів. Тим не менш, його було включено до перших складених церквою списків святих і його шанують як святого в католицькій та у православній церквах, де його вважають рівноапостольним і просвітителем Ірландії. Його також вважають святим англіканська спільнота та лютеранська церква. Дати життя Патріка неможливо встановити з певністю, але існує загальна думка, що він був активним місіонером в Ірландії протягом V століття. Нещодавня біографія Патріка показує, перенесення цього датування на кінець IV століття також є можливим. Єдиним джерелом відносно надійних біографічних відомостей про Патріка є його власні твори — «Сповідь» (Confessio) та «Послання до воїнів короля Коротикуса» (Epistola ad Coroticum). Як автор «Сповіді», написаної латинською мовою, святий Патрік вважається родоначальником ірландської літератури.
Народився у Кілпатрику, поблизу Дамбартона, Шотландія. Син римського декурія Калфурнія. У 16-річному віці викрадений ірландськими піратами, проданий у рабство друїдам. Через 6 років втік з полону на батьківщину, де став кліриком. Був підлеглим Германа Осерського, надісланого Римом до Британії з метою викорінення марновірства. Отримав у Римі від папи Целестина І дозвіл на місійну діяльність в Ірландії. Висвячений на єпископа в Турині Максимом Туринським. Від 433 року проповідував на ірландських землях. Всупереч опозиції місцевих друїдів та деяких вождів, провів беззбройну християнізацію острова. Висвятив сотні місцевих єпископів і священників. Заохочував до чернецтва та аскетизму, підкреслював важливість місіонерської діяльності (цим пояснюють розвиток місіонерства серед ірландського духовенства). У житіях постає як чудотворець, просвітитель і святитель Ірландії. Автор латиномовної автобіографії «Сповідь» (порт. Confessio) і «Послання до Коротика» (лат. Epistola ad Coroticum). Помер у Соулі, біля Даунпатрика, Ірландія. Вшановується у католицькій, православній, англіканській і лютеранській церквах. День пам'яті — 17 березня (день святого Патрика). Патрон Ірландії та ірландців.

## Біографія

### Молодість
Невідомі ані точна дата народження святого Патрика (згадують 373-й, 387-й, 389-й роки від Різдва Христового), ані місце, де це сталося. За честь бути ним змагаються Англія, Уельс та Шотландія (там навіть є місцевість з назвою Кілпатрик, тобто Гора Патрика). Але відомо, що він походив з благородної римської сім'ї і вважав себе римлянином. Відомо також, що по народженні йому дали ім'я Мелвін. Батьком Патрика був римський офіцер Калпурній. Діда по батьківській лінії Патрика звали Потіт або Отід, і був він християнським священником. Відомо, що Патрик мав двох сестер. Сестрою Святого Патріка була Свята Дарерка. Другу сестру звали Lupait. Матір'ю Святого Патріка була Концесса. Концесса була рідною небогою Святого Мартина Турського.
Відомо що в 16 років Патрика захопили в полон ірландські пірати й продали в рабство Мілхові, голові клану Дал Ріада. Саме там, у полоні, юний Патрик пережив духовне відродження, справжнє хрещення Святим Духом.

### Повернення до Ірландії
Коли ж пощастило визволитися, йому наснилися голоси багатьох ірландців, які закликали його повернутися та навернути їх до Христової віри. На той час він жив уже в Галлії, в монастирі св. Мартіна Турського (мати Патрика була його родичкою), був рукоположений та прийняв ім'я Патрик на знак того, що хоче бути отцем своїм духовним дітям.

### Перші проповіді й дива

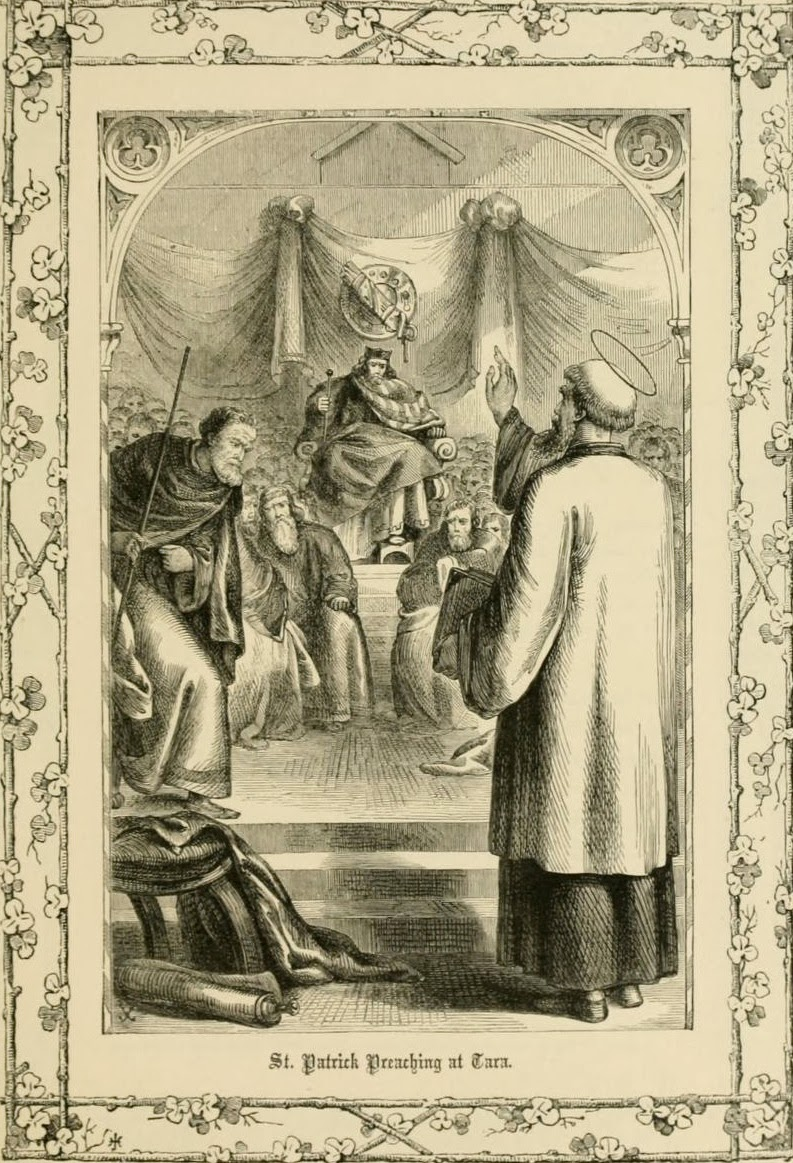
Проповідь Патрика в Тарі.

Через численні перешкоди Патрик не зміг повернутися до Ірландії раніше, ніж йому виповнилося 45 років. Першу свою успішну проповідь він виголосив на річці Бойн, саме там сталося й перше диво: один чоловік на ймення Діху вихопив меча та спробував стяти Патрикові голову, але рука з мечем заніміла й залишалася такою, аж поки нападник не зрікся свого кривавого заміру. Це так вразило Діху, що він не лише навернувся, а й віддав Патрикові свою велику комору, щоб улаштувати там церкву. Збудований на цьому місці монастир так і зветься Саул (комора).
Звідти Патрик пішов до Верховного Короля Лоегайре мак Нілл в Тару. Там саме відзначали Свято Тари, під час якого, за традицією, в цілому краї належало погасити усі вогні, а запалити їх не раніше, ніж друїди запалять світло в королівській залі. Святий Патрик зійшов на пагорб навпроти замку та запалив там Пасхальний Вогонь. Друїди поспішили попередити короля, що цей вогонь неодмінно треба загасити тепер або він не згасне в Ірландії ніколи. Та королівські посланці не спромоглися загасити вогонь, аж поки не вигоріли дрова. А наступного дня сам Патрик прийшов до палацу в єпископському вбранні, з урочистою процесією та переміг друїдів у змаганні, протиставивши магії свої молитви. Про це змагання складено багато легенд, але певне одне: мужність та непохитна вірність Христові справили на короля таке велике враження, що він дозволив Патрикові вільно проповідувати Євангеліє та хрестити тих членів його сім'ї, які того захочуть. Того дня він охрестив Конала, брата Верховного Короля, і в цій гілці роду через декілька поколінь прийшов на світ ще один глибоко шанований ірландцями святий — св. Колумба.
Безперечно й те, що Патрик навернув чимало ірландців, мабуть, не так завдяки дивам, як життям у дусі Євангелія. Ірландці були та й залишаються ревним народом — як у танцях та піснях, так і в праведності. Серце Ірландії можна здобути лише подвигом — і святий Патрик здобув його подвигом бездоганного євангельського життя та аскетизмом. Засновані ним спільноти (їх часто звали монастирями, бо іншого осередку християнського життя поза міськими стінами тоді ніхто не міг собі уявити) притягували охочих вступити до них звідусіль, бо там люди жили в братерській любові та «творили справи милосердя, не вимагаючи за це ані платні, ані подяки».
Є ще одна легенда, яка дуже яскраво характеризує ірландську духовність. Якось святий Патрик перебував у пості та молитві за Ірландію сорок днів на горі Круах Патрик. Рій демонів у образі чорних птахів атакував його, але він мужньо витримав усе, і тоді з'явився Янгол, який сказав Святому, що в нагороду за виявлену ним стійкість народ Ірландії так само твердо стане за свою віру.

### Смерть
Не можна точно встановити й точну дату смерті святого Патрика. Існує легенда про те, як обрали день, коли мають його вшановувати: склали дві дати, про які сперечалися, 8 та 9 березня — вийшло 17. Смерть святителя Патрика так само оповита легендами, як і його життя. Кажуть, що по його смерті сонце не заходило 12 ночей.

## День святого Патрика
Так склалося, що день Святого Патрика випадає на Великий Піст, але ірландці цього дня їли м'ясо, бо вважали, що святий Патрик перетворює все м'ясо, покладене до каструлі, на рибу. Після святкового обіду ірландці ходили в гості (а не до пабів), розповідали казок-страховинок (але неодмінно зі щасливим кінцем), пили віскі й танцювали. Квасеничне листя («конюшину»), що його цього дня чіпляли на одяг, кидали в останню склянку, а випивши віскі, викидали квасеницю через ліве плече — це звалося «втопити конюшину». На одязі обгорілим сірником малювали хреста.
Сьогодні поза межами Ірландії «напоєм дня» є пиво, мабуть, тому, що віскі не по кишені кожному, а в багатьох країнах влаштовують урочисті паради (хоч це не ірландська, а суто американська емігрантська традиція).
День Святого Патрика є державним святом в Ірландії, Північній Ірландії, на острові Монтсеррат і в канадській провінції Ньюфаундленд і Лабрадор. Свято також широко відзначається ірландською діаспорою по всьому світу, особливо у Великий Британії, Канаді, США, Аргентині, Австралії та Новій Зеландії.
День Святого Патрика як національне свято через певні історичні особливості відзначають ще в двох країнах:
- Нігерії (там працювало багато ірландських місіонерів)
- Мексиці (там воював за незалежність ірландський артилерійський батальйон Святого Патрика).

## Церкви
- Собор Святого Патрика (Дублін)
- Собор Святого Патрика (Нью-Йорк)
- Церква Святого Патріка (Торонто)